# Old Crow
Old Crow är ett samhälle i den norra delen av Yukon i Kanada. Det är territoriets nordligaste samhälle och kan endast nås via flyg. Befolkningen uppgick år 2008 till 267 invånare, av vilka de flesta var Gwich’in-indianer.